# 田廷玠
田廷玠（？—782年），又作田庭玠，唐朝平州卢龙（今河北省卢龙县）人。父亲田延恽，是魏博节度使田承嗣的叔父，官至安东都护府司马。
田廷玠年轻时敦厚儒雅，尚儒学，不乐军职，初任平舒县丞。转任乐寿、清池、束城、河间四县县令，所至都被称为良吏。大历年间，官至太府卿、沧州别驾，升任沧州刺史、兼御史中丞，充横海军使。田承嗣与淄青李正己、恒州李宝臣、幽州朱滔不和，田承嗣令田廷玠守沧州，李宝臣、朱滔联兵攻击，田廷玠固守，连年受敌，兵尽粮竭，人易子而食，但最终不叛，能保全城池。朝廷任命他为洺州刺史，又改相州刺史。薛崿之乱，田承嗣蚕食薛嵩所部。田廷玠不以宗门回避而改节。建中初年，田悦代田承嗣领魏博军政，召田廷玠为节度副使。悦奸谋颇露，田廷玠劝田悦不要与恆州、郓州同为叛臣，以保全田氏家族。于是谢病不出。田悦过其宅第向他致歉；田廷玠杜门不纳。建中三年（782年），郁愤而亡。田廷玠第二子田兴，即田弘正。